# Воробьёв, Дмитрий Владимирович (футболист)
Дмитрий Владимирович Воробьёв (укр. Дмитро Володимирович Воробйов; род. 5 января 1974, Днепропетровск) — украинский футболист, защитник.

## Биография
Воспитанник днепропетровской ДЮСШ «Днепр-75». В 1992 году вместе со своими земляками Евгением Сониным и Андреем Фадеичевым перешёл в белорусский клуб «Обувщик» (Лида), в котором дебютировал во взрослом футболе, сыграв 13 матчей в первых двух сезонах независимого чемпионата Белоруссии.
С 1993 года выступал на Украине за «Сириус» (Жёлтые Воды) — сначала в любительских соревнованиях, затем в течение полутора сезонов в переходной лиге. После ухода из команды сменил за три года семь клубов, в том числе провёл два матча в первой лиге Украины за «Ворсклу», снова играл в Белоруссии (в высшей лиге за «Шахтёр» Солигорск), а также выступал во втором дивизионе России за «Амур».
В 1998 году вернулся в «Амур» и провёл в команде три сезона. Всего за российский клуб, с учётом сезона-1996, сыграл 81 матч и забил один гол.
Вернувшись в 2001 году на Украину, играл за любительские команды и клубы второй лиги. Ещё несколько раз уезжал за границу — в 2004 году выступал за белорусскую «Белшину», в 2004—2007 годах — за казахстанские клубы высшего и первого дивизионов. В составе клуба «Яссы-Сайрам» 19 мая 2004 года забил свой единственный гол в высших дивизионах — в ворота «Тобола». В конце карьеры играл в Финляндии за клуб «Терьярв Унгдомс Спортклубб».
С 2014 года работает детским тренером в академии «Днепра», тренирует команду 2006 года рождения.